# Ambroise-Augustin Chevreux
Ambroise-Augustin Chevreux (Orléans, 13 dicembre 1728 – Parigi, 2 settembre 1792) è stato un religioso, abate e presbitero francese, ultimo superiore generale della congregazione benedettina di San Mauro. Venne ucciso assieme a quaranta confratelli durante la Rivoluzione francese ed è stato beatificato come martire da papa Pio XI nel 1926.

## Biografia
Figlio di Charles e di Marguerite Baudin, apparteneva a un'agiata famiglia borghese di commercianti di Orléans.
Il 13 maggio del 1743 iniziò il noviziato presso l'abbazia maurina di Saint-Florent le Jeune di Saumur: emise i voti solenni il 14 maggio del 1734 e nel 1752 venne ordinato sacerdote.
All'interno dell'ordine ricoprì numerosi incarichi: fu docente di teologia e filosofia per i novizi, Priore dei monasteri di Saint-Vincent-du-Mans (1766-1772) e di Notre-Dame-de-Noyers a Nouâtre (1774-1775), visitatore provinciale di Tolosa (1772) e di Bretagna (1781).
Nel 1783 fu eletto all'unanimità "superiore generale" della Congregazione e si trasferì nell'abbazia di Saint-Germain-des-Prés di Parigi.
Quando, nel 1790, l'Assemblea Nazionale Costituente ordinò la soppressione di tutti i monasteri francesi, Chevreux dichiarò ai commissari della municipalità di Parigi di voler continuare la vita religiosa (9 maggio 1790): dopo la confisca di Saint-Germain-des-Prés si ritirò con altri confratelli nell'abbazia di Saint-Denis ma, il 29 agosto del 1792, essendosi rifiutato di prestare giuramento alla Costituzione civile del clero, venne arrestato e incarcerato nell'ex convento del Carmine di Parigi. Il 2 settembre successivo venne linciato con quaranta suoi confratelli come "partigiano del re".

## Il culto
Il 17 ottobre 1926 papa Pio XI lo proclamò beato insieme ad altre 190 vittime dei massacri di settembre (dal 2 al 6 settembre del 1792).
Presso l'abbazia di Solesmes si conserva la reliquia della sua cintura.
La memoria dei beati Jean-Marie du Lau d'Alleman, Pierre-Louis e François-Joseph de La Rochefoucauld, e dei 93 compagni martiri è fissata dal Martirologio Romano al 2 settembre.